# Un coniglio progressista
Un coniglio progressista (Forward March Hare) è un film del 1953 diretto da Chuck Jones. È un cortometraggio d'animazione della serie Looney Tunes, uscito negli Stati Uniti il 4 febbraio 1953. Dal 1997 viene distribuito col titolo Un coniglio marmittone.

## Trama
Un postino imbuca una lettera nella cassetta postale di Bertram Bonny, ma essa fuoriesce e cade nella tana di Bugs Bunny. Il coniglio, mentre fa ginnastica, trova la busta e, senza accorgersi del cognome diverso, la apre trovandovi un ordine di arruolamento. Al centro di arruolamento, Bugs supera brillantemente la visita medica, ma una volta nell'esercito combina una serie di guai, alcuni dei quali costano al sergente una retrocessione. Dopo che Bugs ha distrutto l'elmo del colonnello con un proiettile, l'ex sergente cerca di ragionare con Bugs e si accorge che è stato arruolato un coniglio, così avverte il generale. Quest'ultimo spiega a Bugs che il congresso non ha previsto i conigli nell'esercito. Bugs desidera comunque fare qualcosa per aiutare gli Stati Uniti e viene mandato a lavorare in una fabbrica, in cui deve testare i proiettili colpendoli con una mazza e contrassegnandoli con la scritta "inerte" quando non esplodono.

## Distribuzione

### Edizione italiana
Il corto fu doppiato negli anni '80 dalla Effe Elle Due per la trasmissione televisiva, con la direzione di Franco Latini e dialoghi a opera di Maria Pinto in alcune occasioni differenti dagli originali. In questa edizione la canzone che canta Bugs Bunny mentre fa il bagno è rimasta in originale. Nel 1997, per l'uscita in VHS, fu eseguito un nuovo doppiaggio dalla Angriservices Edizioni, doppiando anche la canzone di Bugs. In DVD tuttavia è stato ripristinato il primo doppiaggio.

### Edizioni home video

#### VHS
- Le stelle di Space Jam: Bugs Bunny (marzo 1997)

#### DVD
- Looney Tunes Collection - Bugs Bunny - Volume 4